# Manuel Verdugo Bartlett
Manuel Verdugo Bartlett (Manila, Filipinas españolas, 1877- San Cristóbal de la Laguna, España, 1951) fue un poeta español.

## Biografía
Nació en 1877 en Manila, en las islas Filipinas. Era hijo del militar Federico Verdugo (f. 1901) y de Julia Bartlett (1842-1883), además de hermano del pintor Felipe Verdugo Bartlett. Inicialmente se dedicó a la carrera militar, pero la abandonó en 1903. Verdugo, que se relacionó con Rubén Darío y otros escritores de la época, ha sido adscrito a la generación del 98. Entre sus obras destaca Estelas y otros poemas (1922). Falleció en 1951 en La Laguna, en la isla canaria de Tenerife.